# 北海道アイヌ
北海道アイヌ（ほっかいどうアイヌ）は、主に北海道島に居住するアイヌ系民族である。数あるアイヌ系集団の中でも最大の規模を有し、メナシクル・シュムクルなどに代表される数多くの地域集団を内包する。
ユーカラなどでは北海道島に住まうアイヌを指してヤウンクル（アイヌ語: Ya-un-kur、「本土 / 内陸の人」の意）とも呼称する。

## 地域集団

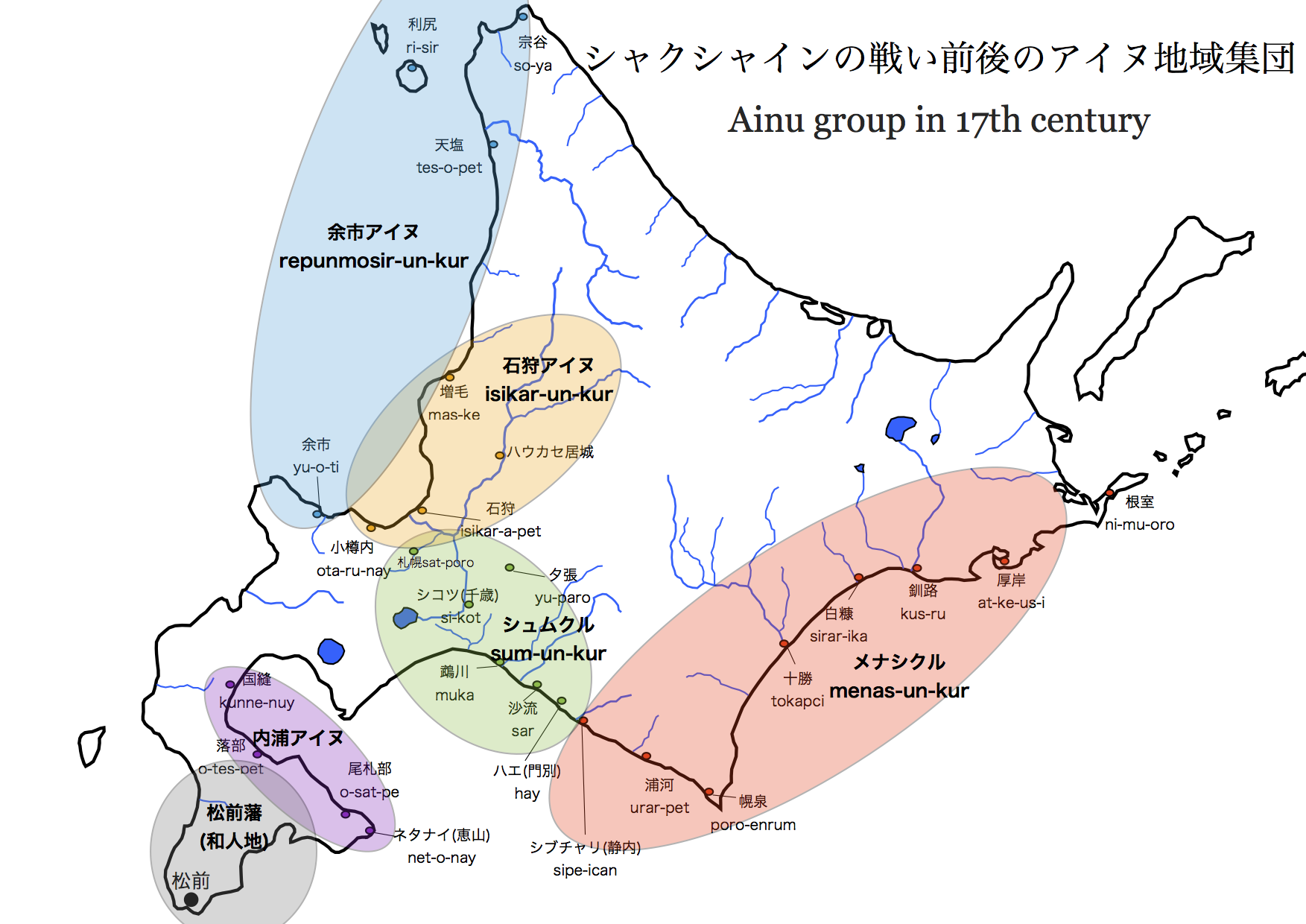
シャクシャイン時代の北海道

「北海道アイヌ」という概念は北方史研究者の海保嶺夫によって提唱され、北海道各地で共通の文化風俗を有する集団を指す。海保は、17世紀には有力首長（惣乙名）によって治められる大規模な地域集団が5つあったこと、そしてこの5つの集団は20世紀に河野広道が墓制の違いに基づいて行ったアイヌ民族の分類と大凡一致することを指摘し、これらの地域集団が「アイヌ民族の国家形成への胎動期というべき英雄時代の所産」であり、幕藩制国家によるアイヌ民族支配が強化される中で「単に風俗・習慣を共通する『系統』に変容してしまったもの」と論じる。
海保の見解は多くの研究者に受け容れられているが、「共通の文化を有する集団」と「首長によって治められる政治的集団」を安易に混同しているとの批判もあり、北海道アイヌの地域集団については未解決の課題も多い。考古学者の大井晴男は「5つの地域集団」が存在したこと自体は認めつつも、それは「政治的集団」と見るべきではなく、「出自の違いに由来する文化的まとまりを有する集団」と見るべきである、と指摘している。

### シュムクル（サルンクル）
シュムクルは、日高地方北部および胆振地方東部を居住地とする集団。「祖先は本州から移住してきた」という、他のアイヌ民族集団の中では見られない伝承を有しており、奥州藤原氏の崩壊を契機に北海道島へ移住してきた奥羽アイヌを先祖とする集団ではないかと考えられている。17世紀には南のメナシクルと激しく対立し、この対立が後にシャクシャインの戦いへと繋がっていった。現代の北海道においてアイヌ民族人口が最も多い胆振・日高地方はシュムクルの居住地と一致しており、これはシャクシャインの戦いなどでシュムクルが松前藩に友好的であったためではないか、とする説がある。

### メナシクル
メナシクルは、主に日高地方南部から十勝・釧路・根室一帯、すなわち道東一帯を居住地とする集団。道東一帯で栄えたトビニタイ文化人を母体とし、比較的遅れてアイヌ文化を受容した集団であると考えられている。17世紀には静内川の首長であったシャクシャインがシュムクルと抗争を繰り広げ、最終的には松前藩と開戦するに至った（シャクシャインの戦い）。また、18世紀には「メナシ地方」と国後島との間でクナシリ・メナシの戦いが起こるなど、メナシクルはアイヌ集団の中でも独立心が旺盛であった。考古学的には、メナシクルの居住地域にのみ「砦としてのチャシ」が集中して発見されるという特徴がある。

### 石狩アイヌ（イシカルンクル）
石狩アイヌは、シュムクルの居住圏である千歳川流域を除く石狩川流域一帯（ほぼ石狩国に相当する）を居住地とする集団。石狩川流域は擦文時代から鮭漁で栄えた地域であり、先住の擦文集団と後に移住してきた奥羽アイヌが交わる形で成立したのではないかと考えられている。シャクシャインの戦いでは貿易断絶を盾に取り屈服を求めてきた松前藩に対し、当時の首長ハウカセは「石狩アイヌは松前藩との交易がなくとも生活していける」と豪語するなど、北海道アイヌの中でもとりわけ土地・資源に恵まれた集団として知られていた。

### 内浦アイヌ（ホレバシウンクル・ウシケシュンクル）
内浦アイヌは、胆振地方西部から渡島半島東部の内浦湾一帯を居住地とする集団。シャクシャインの戦いの際にはメナシクルと密かに連絡を取り同盟関係を結ぶなど、太平洋岸の諸集団と密接な関係を有していた。しかし、松前を中心とする和人地に近かったがために早くからアイヌ人口の減少が始まっており、その起源や文化については不明な点が多い。

### その他
以上の4つの集団に加え、海保は「余市アイヌ」という集団も取り上げているが、この集団は実は樺太アイヌの別派と見るべきとの説が大井晴男より出されており、本記事では取り上げない。また、北海道島内には以上の集団の他にも、大小様々な多数のアイヌ集団が存在していたと考えられるが、未だ明らかになっていない点が多い。

## 言語
歴史上北海道島を統一したアイヌ系勢力は存在ないため、北海道アイヌ語には共通語・標準語に相当するものが存在せず、複数の方言が並列して存在する。そのため、基本的に近代に至るまで「北海道アイヌ語」という枠組みはほとんど意識されることはなかった。しかし、近代以降に北海道アイヌ協会を中心としてアイヌ語の維持保存活動が行われる中で、近年では樺太アイヌ語などとの差異を意識して「北海道アイヌ語」という用語が用いられるようになってきている。